# Jerusalemkirche (Rüper)

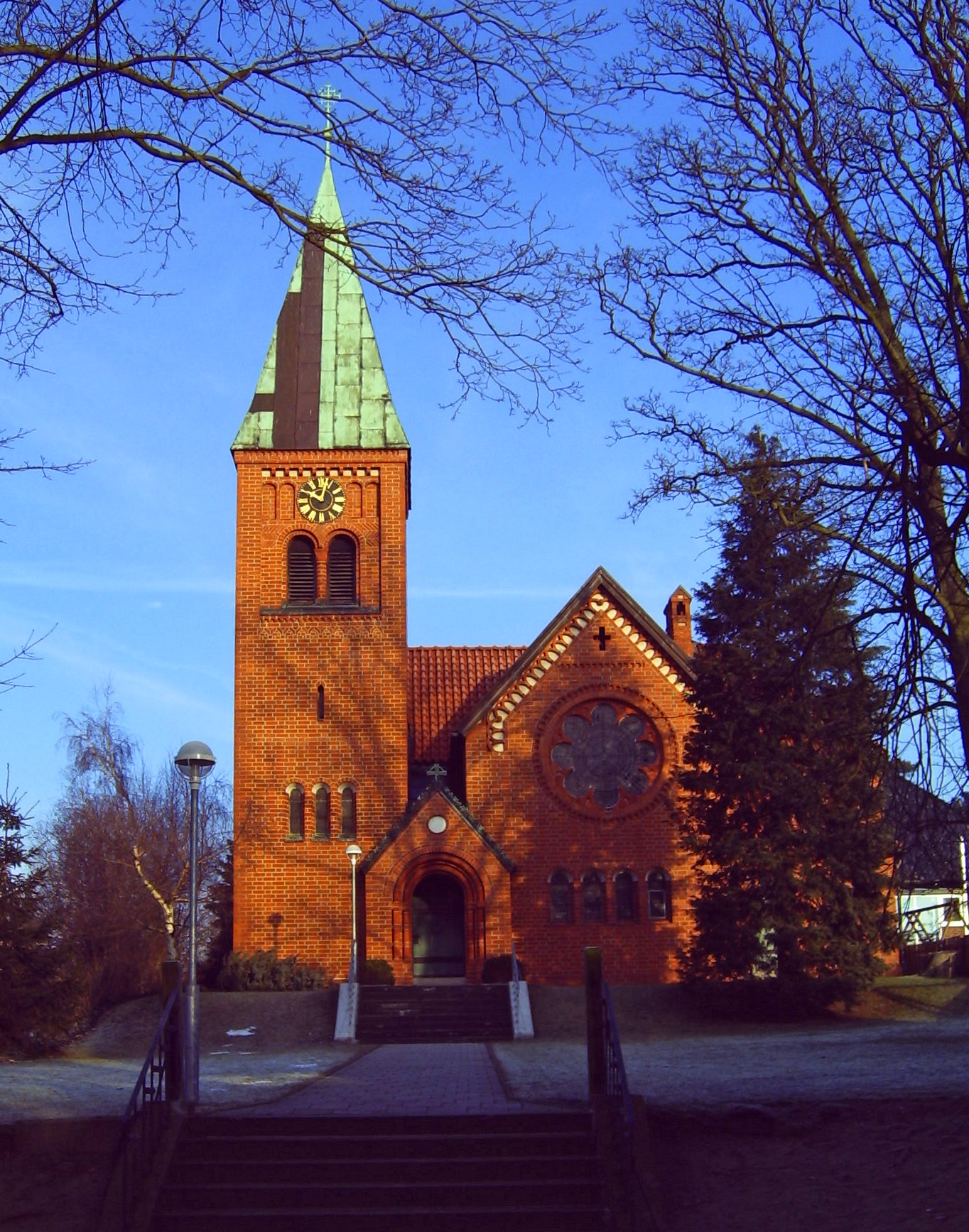
Jerusalemkirche

Die evangelisch-lutherische denkmalgeschützte Jerusalemkirche steht in Rüper, einem Ortsteil der Gemeinde Wendeburg im Landkreis Peine in Niedersachsen. Die Kirchengemeinde gehört zum Kirchenkreis Peine im Sprengel Hildesheim-Göttingen der Evangelisch-lutherischen Landeskirche Hannovers.

## Beschreibung
Die neuromanische Kirche aus Backsteinen wurde 1905/06 nach Plänen von Karl Mohrmann erbaut. Der Vorgängerbau wurde 1907 abgebrochen. Die unsymmetrische Saalkirche auf unregelmäßig kreuzförmigem Grundriss hat den Kirchturm auf quadratischem Grundriss an der Südseite, der mit einem spitzen Pyramidendach aus Kupfer bedeckt ist. Sein oberstes Geschoss hat zweigeteilte Klangarkaden. Im Glockenstuhl hängt eine Läuteglocke, die 1906 von der Radlerschen Glockengießerei gegossen wurde, und eine Schlagglocke von 1917. Das Querschiff hat in den Stirnmauern große Radfenster. Das Portal befindet sich zwischen Turm und Querhaus an der Südseite. Die Apsis im Südosten ist mit einem Kreuzrippengewölbe überspannt, sonst sind die Decken aus Brettern mit Gewölberippen als Attrappen versehen.
Die Kirchenausstattung einschließlich der Verglasung ist komplett erhalten. der Altar hat ein Sandstein-Retabel. An der Ecke von Altarraum und nördlichen Querschiff befindet sich eine Sandsteinkanzel, im südlichen Altarraum die Taufe. In der Vierung hängt ein Radleuchter. Die ursprüngliche Ausmalung wurde 1959 oder 1962 mit weißer Farbe übertüncht. Diese ursprüngliche Ausmalung wurde 1997 im Altarraum wieder freigelegt, die Ausmalung im übrigen Kirchenschiff zehn Jahre später. Zwei Emporen befinden sich im südlichen Querschiff und im Westen, auf dieser steht die Orgel. Die Orgel hat acht Register, verteilt auf zwei Manuale und ein Pedal, und wurde 1907 von Furtwängler & Hammer gebaut und 1950 von Friedrich Weißenborn umgebaut. 2010/11 wurde die Orgel wieder auf die ursprüngliche Disposition zurückgeführt.

## Name
Der Name der Kirche weist darauf hin, dass das Bauwerk von der Erlöserkirche in Jerusalem inspiriert ist. Der Plan zum Bau entstand nach einer Jerusalem-Reise des damaligen Pastors Erich Bock im Jahr 1898, auf der er der Einweihung der Erlöserkirche beiwohnte und von der er auch Fotografien der Kirche mitbrachte.